# Obipteryx femoralis
Obipteryx femoralis är en bäcksländeart som beskrevs av Okamoto 1922. Obipteryx femoralis ingår i släktet Obipteryx och familjen vingbandbäcksländor. Inga underarter finns listade i Catalogue of Life.